# Championnat des Émirats arabes unis de Formule 4
Le championnat des Émirats arabes unis de Formule 4 est un championnat de course automobile utilisant des monoplaces de la catégorie Formule 4. Il est organisé par l'Automobile & Touring Club of the United Arab Emirates (ATCUAE), et se déroule en support d'autres courses, parfois prestigieuses comme les 24 Heures de Dubaï ou le Grand Prix automobile d'Abou Dabi de Formule 1. Unique championnat de Formule 4 du Moyen-Orient, il se dispute pendant l'intersaison hivernale.

## Histoire
Le championnat des Émirats arabes unis de Formule 4 est créé en février 2016 par Mohammed ben Sulayem, président de l'ATCUAE, et lancé en grande pompe lors d'une cérémonie près du Burj Khalifa. Ce championnat obtient directement la certification FIA.
En novembre 2019, pour la première fois, le championnat se déroule en marge du Grand Prix d'Abou Dabi de Formule 1, en tant que Trophy Event (manche hors-championnat) : cet événement voit la victoire d'Amna Al Qubaisi, première femme arabe à remporter une compétition de monoplaces certifiée par la FIA.
Se déroulant durant l'intersaison hivernale, ce championnat permet aux jeunes pilotes internationaux de continuer à rouler dans un championnat compétitif entre deux saisons standard. Ce championnat a la particularité de se dérouler uniquement sur deux circuits : les quatre à cinq manches du championnat se déroulant toutes sur le circuit Yas Marina d'Abou Dabi et sur le Dubaï Autodrome de Dubaï.
Les pilotes du championnat des Émirats arabes unis de Formule 4 utilisent des F4 construites par Tatuus et propulsée par un moteur Abarth, comme les championnats allemand, italien ou encore espagnol.
Le championnat a notamment accueilli Logan Sargeant, Oscar Piastri, David Schumacher, Caio Collet ou Matteo Nannini.

## Palmarès

### Pilotes
| Année                                            | Champion                                         | Équipe du champion                               | Meilleur rookie                                  |
| Championnat des Émirats arabes unis de Formule 4 | Championnat des Émirats arabes unis de Formule 4 | Championnat des Émirats arabes unis de Formule 4 | Championnat des Émirats arabes unis de Formule 4 |
| ------------------------------------------------ | ------------------------------------------------ | ------------------------------------------------ | ------------------------------------------------ |
| 2016-2017                                        | Jonathan Aberdein                                | Motopark                                         | Logan Sargeant                                   |
| 2017-2018                                        | Charles Weerts                                   | Dragon Motopark F4                               | David Schumacher                                 |
| 2019                                             | Matteo Nannini                                   | Xcel Motorsport                                  | Matteo Nannini                                   |
| 2020                                             | Francesco Pizzi                                  | Xcel Motorsport                                  | Francesco Pizzi                                  |
| 2021                                             | Enzo Trulli                                      | Cram Durango                                     | Enzo Trulli                                      |
| 2022                                             | Charlie Wurz                                     | Prema Powerteam                                  | Rafael Câmara                                    |
| 2023                                             | James Wharton                                    | Mumbai Falcons Limited                           | Tuukka Taponen                                   |
| 2024                                             | Freddie Slater                                   | Mumbai Falcons Limited                           | Kean Nakamura-Berta                              |
| Championnat du Moyen-Orient de Formule 4         |                                                  |                                                  |                                                  |
| 2025                                             | Emanuele Olivieri                                | R-ace GP                                         | Zhenrui Chi                                      |

### Équipes
| Année     | Vainqueur              | Pilotes |
| --------- | ---------------------- | --- |
| 2016-2017 | Motopark               | Jonathan Aberdein Logan Sargeant                                                                             |
| 2017-2018 | Dragon Motopark F4     | Charles Weerts Lucas Alecco Roy Amaury Cordeel                                                               |
| 2019      | Xcel Motorsport        | Matteo Nannini Shihab Al Habsi Rafael Villanueva Jr. Tijmen van der Helm Nicola Marinangeli                  |
| 2020      | Xcel Motorsport        | Francesco Pizzi Lorenzo Fluxá Nicola Marinangeli Zdeněk Chovanec Mehrbod Shameli Dexter Patterson            |
| 2021      | Xcel Motorsport        | Dilano van't Hoff Kiril Smal Tasanapol Inthraphuvasak Jamie Day Pepe Martí Oleksandr Partyshev Nikita Bedrin |
| 2022      | Prema Powerteam        | Charlie Wurz Rafael Câmara Andrea Kimi Antonelli                                                             |
| 2023      | Mumbai Falcons Limited | Tuukka Taponen Muhammad Ibrahim James Wharton Rishon Rajeev                                                  |
| 2024      | Mumbai Falcons Limited | Freddie Slater Kean Nakamura-Berta Dion Gowda Alex Powell                                                    |
| 2025      | R-ace GP               | Alex Powell Emily Cotty Emanuele Olivieri Oleksandr Savinkov                                                 |